# Hansa Mare Reederei
Die Hansa Mare Reederei GmbH & Co. KG war ein 1993 gegründetes Schifffahrtsunternehmen mit Sitz in Bremen. Das Unternehmen befindet sich in Liquidation. Persönlich haftender Gesellschafter und Liquidator ist die Hansa Mare Reederei Verwaltungs-GmbH.

## Unternehmen
Das Hauptgeschäftsfeld der Hansa Mare Reederei ist die Containerschifffahrt, die Vercharterung der eigenen Schiffe an große Linienreedereien sowie Schiffsbeteiligungen und Finanzierung. Das Unternehmen betreibt Befrachtung, Besatzungs- und technisches Schiffsmanagement und die Emission von Schiffsbeteiligungen der Schiffsneubauten.
Gegründet wurde das Unternehmen 1992/93 zu gleichen Teilen von Harro G. Kniffka und Jens Meier-Hedde, die beide als gleichberechtigte Geschäftsführer fungierten. Kniffka hatte zuvor mehrere Jahrzehnte bei Schifffahrtsunternehmen in New York und Hamburg gearbeitet, Meier-Hedde war geschäftsführender Gesellschafter der Schlüssel Reederei.

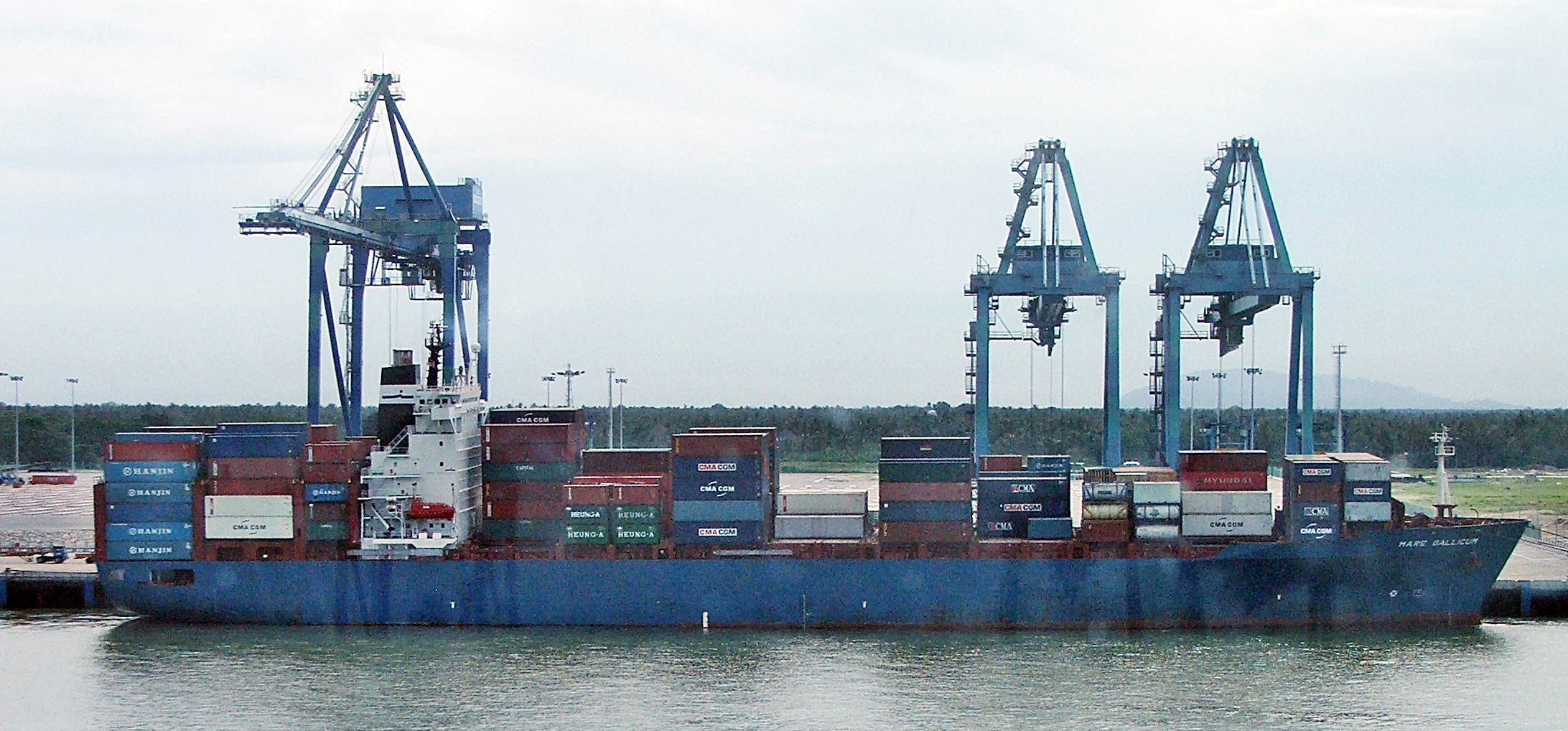
Das Reedereischiff Mare Gallicum

Von 1993 bis Ende 2000 brachte das Unternehmen seine Flotte auf eine Größe von 20 Schiffen mit einer Gesamtkapazität von 56.873 TEU. Bis dahin wurden 391 Millionen Euro Kapital im Anlagemarkt untergebracht. Zum Jahresende 2000 gab Kniffka seinen Posten als Geschäftsführer auf, blieb aber 50-prozentiger Teilhaber. Der Flottenausbau wurde daraufhin gestoppt, die Betreuung der Anleger wurde danach weiterhin von Hansa Mare, die Befrachtung der vorhandenen Schiffe von einem Unternehmen Kniffkas und die Bereederung durch die Schlüssel Reederei durchgeführt. Ende August 2008 trat auch der zweite Gründer Meier-Hedde aus dem Unternehmen aus. Nachdem in der Zwischenzeit ein Teil des Schiffsbestandes veräußert wurde, verfügte die Reederei 2012 noch über acht Panmax-Containerschiffe mit einer Stellplatzkapazität von insgesamt 32.202 TEU. Rund 270 Seeleute waren auf den Schiffen der Flotte beschäftigt. Hinzu kamen weitere Mitarbeiter an Land. Teile des Schiffsbetriebs wurden von den 50-prozentigen Gesellschaftern über die Hanseatic Lloyd Holding und Schlüssel Reederei durchgeführt.
Nachdem in der Zwischenzeit der Schiffsbestand veräußert wurde, verfügt die Reederei 2018 über keine Schiffe mehr und befindet sich in Liquidation.

## Die ehemaligen Schiffe
| Schiffe der Hansa Mare Reederei | Schiffe der Hansa Mare Reederei  | Schiffe der Hansa Mare Reederei | Schiffe der Hansa Mare Reederei | Schiffe der Hansa Mare Reederei |
| Bauname                         | Bauwerft/ Baunummer              | IMO-Nummer                      | Ablieferung                     | Spätere Namen und Verbleib |
| ------------------------------- | -------------------------------- | ------------------------------- | ------------------------------- | --- |
| Mare Adriaticum                 | Stocznia Szczecińska/ B183-II/13 | 9071480                         | 1993                            | Independent Trader, Sea Nordic, Mare Adriaticum, Rotterdam Stad, Mare Adriaticum, ACX Eagle, Mare Adriaticum, Mekong Stream, Mare Adriaticum, Hammonia Adriaticum, ab 6. Dezember 2013 in Alang verschrottet |
| Mare Balticum                   | Stocznia Szczecińska/ B183-II/7  | 8910108                         | 1993                            | Maersk Euro Octavo, Mare Balticum, Saudi Damman, Mare Balticum, 2001 X-Press Konkan, 2002 Mare Balticum, 2012 Hammonia Balticum, ab 17. September 2013 verschrottet                                          |
| Mare Ibericum                   | Stocznia Szczecińska/ B186-V/7   | 9080405                         | 1994                            | CSAV Ranco, Mare Ibericum, Carina Challenger, Mare Ibericum, ANL Impala, Indamex Impala, Mare Ibericum, Ibuki, Kota Mawar, Madura, ab 22. Januar 2013 verschrottet                                           |
| Mare Hibernum                   | Stocznia Szczecińska/ B183-II/19 | 9101807                         | 1995                            | 2000 ACX Seagull, 2002 Mare Hibernum, 2007 Green Valley, 2012 Armada Purnama, 2020 Abbruch in Chittagong |
| Mare Doricum                    | Stocznia Szczecińska/ B183-II/20 | 9101819                         | 1995                            | Sea Nordic, Mare Doricum, Breda Stad, Mare Doricum, ACX Falcon, Mare Doricum, MSC Belize, Mare Doricum, Taung Gyi Star, A-star, 2017 Abbruch in Chittagong                                                   |
| Mare Caspium                    | Hyundai/ 930                     | 9110951                         | 1995                            | 2000 NYK Minerva, 2001 ANL China, 2002 Mare Caspium, 2004 Maersk Portland, Mare Portland, 2007 CMA CGM Beirut, 2011 Mare Caspium, 2012 Hammonia Caspium, verschrottet                                        |
| Mare Tuscum                     | Stocznia Szczecińska/ B183-II-22 | 9118513                         | Oktober 1996                    | CGM Jean Laborde, DNOL Ankara, Ankara, MSC Biscay, Mekong Spirit |
| Mare Gallicum                   | Hyundai/ 931                     | 9122394                         | 1996                            | TMM Acapulco, Acapulco, Mare Gallicum, OOCL Haven, Mare Gallicum, IPEX Emperor, Mare Gallicum, YM Hiroshima, Mare Gallicum, Hammonia Gallicum, Galli, 2016 in Chittagong verschrottet                        |
| Mare Ionium                     | Hyundai/ 1012                    | 9143518                         | 1997                            | OOCL Harmony, Maersk Peterhead, Mare Ionium, Tiger Star, Mare Ionium, Hammonia Ionium, 2016 in Chittagong/Bangladesh verschrottet.                                                                           |
| Mare Thracium                   | Hyundai/ 1013                    | 9151527                         | 1997                            | MSC Oregon, Mare Thracium, Maersk Petersburg, Mare Thracium, Hammonia Thracium, 2016 in Alang verschrottet.                                                                                                  |
| Mare Internum                   | Hyundai/ 1077                    | 9175975                         | 1997                            | Maersk Pittsburg, Mare Internum, Hammonia Internum, 2017 in Chittagong abgewrackt |
| Mare Africum                    | Hyundai/ 1011                    | 9141314                         | 1997                            | Kota Ekspres, Hammonia Africum, Kota Ehas, Oel Bharat, SSL Bharat |
| Mare Superum                    | Hyundai/ 1101                    | 9169122                         | Oktober 1998                    | Elbe Bridge, P&O Nedlloyd Cartagena, Maersk Tirana, Dalian Express, Maersk Tirana, Mare Superum, MSC Annick                                                                                                  |
| Mare Siculum                    | Hyundai/ 1102                    | 9169134                         | Dezember 1998                   | Weser Bridge, P&O Nedlloyd Tiger, Maersk Tangier, Mubai Express, Maersk Dulles, Alvsborg Bridge, Mare Siculum, Mare Siculum-i, 2017 Abbruch in Chittagong                                                    |
| Mare Phoenicium                 | Hyundai/ 1184                    | 9193226                         | August 1999                     | Ems Bridge, Mare Phoenicium, 2017 Abbruch in Alang |
| Mare Lycium                     | Hyundai/ 1185                    | 9193238                         | Dezember 1999                   | Mosel Bridge, Mare Lycium, P&O Nedlloyd Cobra, Mare Lycium, Libra Mexico, Mare Lycium, Marie, 2017 Abbruch in Chittagong                                                                                     |
| Mare Caribicum                  | Hyundai/ 1267                    | 9235086                         | Dezember 2000                   | Trade Hallie, YM Savannah, APL Argentina, Mare Caribicum, Oel Transworld, am 3. Juni 2019 zum Abbruch in Alang auf den Strand gesetzt.                                                                       |
| Mare Britannicum                | Hyundai/ 1266                    | 9235074                         | Dezember 2000                   | Trade Freda, YM Wilmington, Mare Birtannicum, APL Panama, APL Kaohsiung, Kaohsiung, APL Kaohsiung, Mare Britannicum, Rita, 2017 Abbruch in Chittagong                                                        |
| Mare Arcticum                   | Hyundai/ 1265                    | 9213284                         | Dezember 2000                   | Trade Tesia, YM New York, Mare Arcticum, APL Chile, Trade Tesia, Mare Arcticum, 2016 in Chittagong verschrottet.                                                                                             |
| Mare Atlanticum                 | Hyundai/ 1264                    | 9213272                         | Dezember 2000                   | Donau Bridge, MSC Scandinavia, Mare Atlanticum, Mare Atlanticum-1, 2017 Abbruch in Chittagong |
| Daten: Equasis, grosstonnage    |                                  |                                 |                                 | |